# 香港威雅學校
香港威雅學校（英語：Wycombe Abbey School Hong Kong）於2019年創立，校舍位於香港仔田灣街17號（前田灣商場）。學校為男女同校教育的私立國際學校，以英格蘭及威爾士國家課程為基礎，提供全英文教育模式，並輔以其他課外活動計畫和漢語文化教學大綱。設有小學部、主要招收小學1至6年班，目前約有200名學生。